# Sierpodudek białogłowy
Sierpodudek białogłowy (Phoeniculus bollei) – gatunek średniej wielkości ptaka z rodziny sierpodudków (Phoeniculidae). Występuje w Afryce Subsaharyjskiej. Nie jest zagrożony wyginięciem.

## Systematyka
Gatunek ten po raz pierwszy opisał w 1858 roku Gustav Hartlaub, nadając mu nazwę Irrisor Bollei. Jako miejsce typowe wskazał Aszanti na Złotym Wybrzeżu (obecnie Ghana). Obecnie gatunek zaliczany jest do rodzaju Phoeniculus. Wyróżnia się trzy podgatunki P. bollei.

## Zasięg występowania
Sierpodudek białogłowy występuje w Afryce Subsaharyjskiej na terenie następujących państw: Burundi, Demokratyczna Republika Konga, Ghana, Gwinea, Kamerun, Kenia, Liberia, Mali, Nigeria, Republika Środkowoafrykańska, Rwanda, Sudan Południowy, Tanzania, Uganda i Wybrzeże Kości Słoniowej.
Poszczególne podgatunki występują:
- P. bollei bollei (Hartlaub, 1858) – od Liberii i południowo-wschodniej Gwinei po Republikę Środkowoafrykańską i skrajnie północno-zachodnią Demokratyczną Republikę Konga
- P. bollei jacksoni (Sharpe, 1890) – wschodnia Demokratyczna Republika Konga po południową część Sudanu Południowego i środkową Kenię
- P. bollei okuensis Serle, 1949 – zachodni Kamerun (góra Kilum, zwana też Oku)

## Morfologia
Długość ciała 30–35,5 cm; masa ciała 45–68 g. Samice są mniejsze od samców i mają sporo krótsze dzioby.

## Pożywienie
Jego pożywienie stanowią głównie stawonogi, w tym chrząszcze i ich larwy, skorki, prostoskrzydłe, mrówki, termity, pająki (w tym kokony z jajami) i gąsienice; zjada również pokarm roślinny – jagody i nasiona.

## Status
IUCN uznaje sierpodudka białogłowego za gatunek najmniejszej troski (LC, Least Concern). Liczebność populacji nie została oszacowana; ptak ten opisywany jest jako od rzadkiego po lokalnie pospolity. Trend liczebności populacji oceniany jest jako spadkowy ze względu na niszczenie siedlisk.